# آذر دانشی
آذر دانشی  با نام اصلی آذردُخت دانشی کرمانی (زادهٔ ۲۷ آذر ۱۳۰۷ رشت – درگذشتهٔ ۱۹ فروردین ۱۳۶۸ خورشیدی تهران) از دوبلورهای ایرانی بود.

## زندگی
آذر دانشی با نام کامل آذردُخت دانشی کرمانی، فارغ‌التحصیل هنرستان عالی موسیقی و هنرستان هنرپیشگی بود. وی فعالیت در دوبله را از سال ۱۳۳۴ و گویندگی در نمایش‌های رادیویی را از سال ۱۳۳۶ آغاز کرد. آذر دانشی گویندهٔ تیپ‌های مختلف از بچه و دختران جوان تا پیرزن در فیلم‌ها، سریال‌ها و کارتون‌ها بود و همچون بدری نوراللهی و مهین بزرگی در ارائه تیپ‌های زنان سالمند در عرصهٔ دوبله تبحر و تخصص داشت. گویندگی به‌جای بتی دیویس، مریلین مونرو، بریژیت باردو، کتی جورادو، باترفلای مک‌کوئين (خدمتکار سياه‌پوست) در «بر باد رفته»، سارا آلگود (خانم مورگان) در «چه سرسبز بود درهٔ من»، تلما ریتر (خانم بریچارد) در «بابا لنگ‌دراز»، هلن هیز (مادربزرگ) در «آناستازیا»، جودیت اندرسون (مادربزرگ) در «گربه روی شیروانی داغ»، آدری کریستی (خانم لومیس) در «شکوه علفزار»، ورا مایلز (هالی) در «مردی که لیبرتی والانس را کشت»، مونا واشبورن (خانم پی‌یرس) در «بانوی زیبای من»، آدرین کوری (مادر لارا) در «دکتر ژیواگو»، وندی هیلر در «قتل در قطار سریع‌سیر شرق»، شخصیت‌های همسر ابولهب در «محمد رسول‌الله»، ندیمهٔ ماریان (مرغ) در انیمیش «رابین هود»، مادربزرگ (روباه) در کارتون «موش کوهستان»، ریتا و لورا در سریال «محلهٔ پیتون»، همسر دکتر هورتون در سریال «روزهای زندگی» و خانم یاشیرو (مادربزرگ کایو) در سریال «سال‌های دور از خانه» از کارهای شاخص او در دوبله است. وی در ۱۹ فروردین سال ۱۳۶۸ درگذشت.

## صداپیشگی شخصیت‌ها
فیلم‌های خارجی
- کوزت (روشل هادسون) در «بینوایان» (۱۹۳۵)
- پریسی، خدمتکار کم‌سال سیاه‌پوست (بارتری مک‌کوئین) و خانم مید (لئونا رابرتز) در «بر باد رفته» (۱۹۳۹)
- خانم نیکلبی (مری مرال) در «نیکلاس نیکلبی» (۱۹۴۷)
- خانم مورگان (سارا آلگود) در «چه سرسبز بود دره من» (۱۹۴۱)
- مادر (چی‌یکو هیگاشیاما) در «داستان توکیو» (۱۹۵۳)
- جری داوز (الیزابت سلرز) در «کنتس پابرهنه» (۱۹۵۴)
- جویس فیلیپس (باربارا راش) در «وسوسهٔ دل‌انگیز» (۱۹۵۴)
- خانم بریچارد (تلما ریتر) در «بابا لنگ‌دراز» (۱۹۵۵)
- ماریا فیودوروونا (هلن هایز) در «آناستازیا» (۱۹۵۶)
- بتی‌یا (نینا فوخ) در «ده فرمان» (۱۹۵۶)، دوبله اول
- مِمنت (جودیت اندرسون) در «ده فرمان» (۱۹۵۶)، دوبله دوم
- ژولیت (بریژیت باردو) در «و خداوند زن را آفرید…» (۱۹۵۶)
- خانم آگدا (جولان کیندال) در «توت‌فرنگی‌های وحشی» (۱۹۵۷)
- بتی اِرپ (جون کامدن) در «جدال در اوکِی کُرال» (۱۹۵۷)، دوبله اول
- مج (باربارا بل گدس) در «سرگیجه» (۱۹۵۸)، دوبله اول
- خانم راجرز (هوپ امرسون) در «عیالوار» (۱۹۵۸)
- مادربزرگ (جودیت اندرسون) در «گربه روی شیروانی داغ» (۱۹۵۸)
- بریژیت (دندی نیکولز) «وایکینگ‌ها» (۱۹۵۸)، دوبله دوم
- نلی (باربارا درو) در «بعضی‌ها داغشو دوست دارن» (۱۹۵۹)
- ویرجینی (بریژیت باردو) در «بیا با من برقص» (۱۹۵۹)
- آبیشک (ماریسا پاوان) در «سلیمان و ملکهٔ سبا» (۱۹۵۹)، دوبله اول
- خانم هالی، مادر کاترین (مرسدس مک‌کمبریج) در «ناگهان تابستان گذشته» (۱۹۵۹)، دوبله دوم
- سیلویا (جوآن شاولی) در «آپارتمان» (۱۹۶۰)
- کاتیا (ماریا جیووانینی) در «انتقام دراکولا» (۱۹۶۰)
- کارولین (پاتریشیا هیچکاک) در «روانی» (۱۹۶۰)
- انیبادیز (سوزان اوکس) و مادام لوسیا (پنی سانتون) در «داستان وست ساید» (۱۹۶۱)
- ماریا لانگ‌ورث (کتی جورادو) در «سربازهای یک‌چشم» (۱۹۶۱)
- کلودیا (ویوسا لیندفورش) در «شاهِ شاهان»، در ایران: «فروغ بی‌پایان» (۱۹۶۱)، دوبله دوم
- خانم لومیس، مادر دینی (آدری کریستی) در «شکوه علفزار» (۱۹۶۱)
- کاتی (کاتلین فریمن) در «محبوب زن‌ها» (۱۹۶۱)
- ابیگیل پرنتیس (نانسی والترز) در «هاوایی آبی» (۱۹۶۱)
- میس تارو (زنا مارشال) در «دکتر نو» (۱۹۶۲)
- وندا پاکستون (جون اوبراین) در «سلام بر اسکناس» (۱۹۶۲)
- هالی استودارد (ورا مایلز) در «مردی که لیبرتی والانس را کشت» (۱۹۶۲)، دوبله اول
- براندی (میشل ژیراردون) در «هاتاری!» (۱۹۶۲)
- کی‌کی کوزاک (گریس لی ویتنی) در «ایرما خوشگله» (۱۹۶۳)، دوبله اول
- بانی دیکسون (استفانی پاورز) در «تعطیلات پالم اسپرینگز» (۱۹۶۳)
- شهرزاد قصه‌گو (آنا کارینا) در «شهرزاد» (۱۹۶۳)
- خانم پی‌یرس (مونا واشبورن) در «بانوی زیبای من» (۱۹۶۴)
- ماری (ورونیک وندل) در «بکت» (۱۹۶۴)
- سونیا در «سنگام» (۱۹۶۴)
- خانم بانکس (گلینیس جونز) در «مری پاپینز» (۱۹۶۴)
- ... در «کلبهٔ عمو تام» (۱۹۶۵)
- خانم مانی‌پنی (لوئیز مکسول) در «تندربال» (۱۹۶۵)
- آملیا، مادر لارا (آدرین کوری) ‌و رفیق کاپروگینا (گوئن نلسون) در «دکتر ژیواگو» (۱۹۶۵)
- دکتر کاسکا (جیزلا فیشر) در «پرده پاره» (۱۹۶۶)
- فی ایستابروک (شلی وینترز) در «هارپر» (۱۹۶۶)، دوبله دوم
- ویکتوریا وتری (تری جیانوفریو) در «بچهٔ رزماری» (۱۹۶۸)
- خانم فاولر (مارجوری بنت) در «بلوف کوگان» (۱۹۶۸)
- ماما کورلئونه (مرگانا کینگ) در «پدرخوانده» (۱۹۷۲)، دوبله اول
- باربارا -ببز- میلیگان (آنا مسی) در «جنون» (۱۹۷۲)
- خانم سناتور (ایوت اتیوانت) در «حکومت نظامی» (۱۹۷۲)
- راهبه (باربارا موریسون) در «پاپیون» (۱۹۷۳)
- خانم میلر (ماریا شل) در «پروندهٔ اودسا» (۱۹۷۴)
- خانم ابوت (نانسی اولسون) و خواهر بئاتریس (مارتا اسکات) در «فرودگاه ۷۵» (۱۹۷۴)
- پرنسس ناتالیا دراگومیروف (وندی هیلر) در «قتل در قطار سریع‌السیر شرق» (۱۹۷۴)
- دایانا (شلی وینترز) در «آن بخت خوش» (۱۹۷۵)
- خانم مالونی (کاترین هلموند) در «توطئه خانوادگی» (۱۹۷۶)
- همسر ابولهب (الین آیوز-کامرون) در «محمد رسول‌الله» (۱۹۷۶)
- خانم گرانت (جون الیسون) در «ماوراء تاریکی» (۱۹۷۸)
- پرستار هارپر (شلی وینترز) در «شهری در آتش» (۱۹۷۹)

مجموعه‌های تلویزیونی
- ریتا و لورا در «محلهٔ پیتون» (۱۹۶۴)
- همسر دکتر هورتون در «روزهای زندگی ما» (۱۹۶۵)
- خانم یاشیرو بزرگ در «سال‌های دور از خانه» (۱۹۸۳)
- خانم مینچین در «سارا کورو»

انیمیشن
- کلارابل (همسر گوفی) در «دنیای شگفت‌انگیز والت دیزنی»
- نقش‌های مختلف در «عصر حجر» (۱۹۶۰)
- مادام میم در «شمشیر در سنگ» (۱۹۶۳)
- ندیمهٔ ماریان (مرغ) در «رابین هود»، دوبله دوم (۱۹۷۳)
- مادربزرگ (روباه) و راوی در «موش کوهستان» (۱۹۷۳)
- عنکبوت کلاه قرمزی در «نیک و نیکو» (۱۹۷۵)
- نقش‌های مختلف در «پسر شجاع» (۱۹۷۵)
- ماریا (پیشخدمت) در «بل و سباستین» (۱۹۸۱)
- جادوگر خوب شمال در «جادوگر شهر اُز»، در ایران: «آرزو و شیطون‌شاه» (۱۹۸۲)
- خانم هاویشام در «آرزوهای بزرگ» (۱۹۸۳)
- خانم لوتا و سلما در «حنا دختری در مزرعه» (۱۹۸۴)
- بی‌بی در مجموعهٔ عروسکی «نخودی»

فیلم‌های ایرانی
- «رضا موتوری» (۱۳۴۹) به‌جای حمیده خیرآبادی (نادره)
- «سه‌قاپ» (۱۳۵۰) به‌جای پروین سلیمانی
- «تختخواب سه‌نفره» (۱۳۵۱) به‌جای لُرِتا
- «رگبار» (۱۳۵۱) به‌جای پروین سلیمانی
- «تولدت مبارک» (۱۳۵۱) به‌جای توتيا
- «دشنه» (۱۳۵۱) به‌جای گیتی فروهر
- «شیر تو شیر» (۱۳۵۱) به‌جای ملیحه نیکجومند (شیده)
- «كافر» (۱۳۵۱) به‌جای حمیده خیرآبادی (نادره)
- «مرد اجاره‌ای» (۱۳۵۱) به‌جای مهری مهرنیا
- «یک میلیونر و دو مفلس» (۱۳۵۱) به‌جای ملیحه نصیری
- «بی‌حجاب» (۱۳۵۲) به‌جای پروین سلیمانی
- «تنگنا» (۱۳۵۲)
- «مکافات» (۱۳۵۲) به‌جای ملیحه نظری
- «هشتمین روز هفته» (۱۳۵۲) به‌جای ایران قادری
- «شازده احتجاب» (۱۳۵۳) به‌جای آنیک شفرازیان
- «صلوة ظهر» (صلات ظهر) (۱۳۵۳) به‌جای پروین سلیمانی
- «ممل آمریکایی» (۱۳۵۳) به‌جای ملیحه نصیری و پروین سلیمانی
- «آلوده» (۱۳۵۴) به‌جای گیتی فروهر
- «انگشت‌نما» (۱۳۵۴) به‌جای پروین سلیمانی
- «بوف کور» (۱۳۵۴) به‌جای پروین سلیمانی
- «خانه‌خراب» (۱۳۵۴) به‌جای جمیله شیخی
- «رفیق» (۱۳۵۴) به‌جای پروین سلیمانی
- «رقيب» (۱۳۵۴) به‌جای پروين سليمانی
- «کندو» (۱۳۵۴) به‌جای پروین سلیمانی
- «كمين» (۱۳۵۴) به‌جای پروين سليمانی
- «کینه» (۱۳۵۴) به‌جای ملیحه نصیری
- «مرد شرقی و زن فرنگی» (۱۳۵۴) به‌جای پروین سلیمانی
- «بت» (۱۳۵۵) به‌جای پروین سلیمانی
- «بيدار در شهر» (۱۳۵۵) به‌جای ملیحه نصیری
- «بی‌نشان» (۱۳۵۵) به‌جای ملیحه نصیری
- «پاک‌باخته» (۱۳۵۵) به‌جای گیتی فروهر
- «پشمالو» (۱۳۵۵) به‌جای پروین سلیمانی
- «تنها حامی» (۱۳۵۵) به‌جای ملیحه نصیری
- «سينه‌چاک» (۱۳۵۵) به‌جای مليحه نصيری
- «قاصدک» (۱۳۵۵) به‌جای ملیحه نصیری
- «تلافی» (۱۳۵۶) به‌جای پروین سلیمانی
- «خان نايب» (۱۳۵۶) به‌جای مليحه نظری
- «در شهر خبری نيست» (۱۳۵۶) به‌جای پروين سليمانی
- «شارلوت به بازارچه می‌آید» (۱۳۵۶) به‌جای پروین سلیمانی
- «عشق و خشونت» (۱۳۵۶) به‌جای پروین سلیمانی
- «غربتی‌ها» (۱۳۵۶) به‌جای پروین سلیمانی
- «فریاد زیر آب» (۱۳۵۶) به‌جای ملیحه نصیری
- «برادرکشی» (۱۳۵۷) به‌جای پروین سلیمانی
- «لبهٔ تيغ» (۱۳۵۷) به‌جای پریدخت اقبال‌پور
- «هزاردستان» (۱۳۵۸-۱۳۶۶، مجموعهٔ تلویزیونی) به‌جای مهری ودادیان
- «مرز» (۱۳۶۰) به‌جای مهری ودادیان
- «توبهٔ نصوح» (۱۳۶۱) به‌جای مريم رفسنجانی
- «رهایی» (۱۳۶۱) به‌جای پریدخت اقبال‌پور
- «مترسک» (۱۳۶۲) به‌جای پریدخت اقبال‌پور
- «آشیانهٔ مهر» (۱۳۶۳) به‌جای پروین سلیمانی
- «شكار در شب» (۱۳۶۳) به‌جای پريدخت اقبال‌پور
- «گل‌های داوودی» (۱۳۶۳) به‌جای مهری ودادیان
- «محکومین» (۱۳۶۳) به‌جای مهری ودادیان
- «مردی که زیاد می‌دانست» (۱۳۶۳) به‌جای ملیحه نصیری
- «تنورهٔ ديو» (۱۳۶۴) به‌جای مهری مهرنيا
- «گره» (۱۳۶۴) به‌جای ملیحه نصیری
- «پاییز صحرا» (۱۳۶۴-۱۳۶۵، مجموعهٔ تلویزیونی) به‌جای مهری وداديان
- «بگذار زندگی كنم» (۱۳۶۵) به‌جای مهری وداديان
- «بی‌پناه» (۱۳۶۵) به‌جای پری امیرحمزه
- «طلسم» (۱۳۶۵) به‌جای ملیحه نصیری
- «گذرگاه» (۱۳۶۵) به‌جای منصوره فیلی
- «خبرنامه» (۱۳۶۶، مجموعهٔ تلویزیونی) به‌جای روح‌انگیز مهتدی
- «در انتظار شيطان» (۱۳۶۶) به‌جای مهری وداديان
- «سایه‌های غم» (۱۳۶۶) به‌جای مهری ودادیان
- «شكار» (۱۳۶۶) به‌جای مهری وداديان
- «گل مريم» (۱۳۶۶) به‌جای مليحه نصيری
- «افسون» (۱۳۶۷) به‌جای سرور رجایی
- «در مسير تندباد» (۱۳۶۷) به‌جای شهلا ریاحی
- «دلار» (۱۳۶۷) به‌جای پريدخت اقبال‌پور
- «زرد قناری» (۱۳۶۷) به‌جای حمیده خیرآبادی (نادره)
- «گلنار» (۱۳۶۷) به‌جای شهلا ریاحی
- «هی جو» (۱۳۶۷) به‌جای حمیده خیرآبادی (نادره)
- و...